# 巴伊拉姆·希特
巴伊拉姆·希特（土耳其語：Bayram Şit，1930年—2019年5月29日），土耳其羽量级自由式摔跤手和教练。他参加了1952年夏季奥运会和1956年夏季奥运会，分别获得金牌和第四名。他还在1954年世界锦标赛上获得了银牌。